# Amitabha

Estàtua del buda Amitabha a Kamakura, Japó

Amitabha (en sànscrit: अमिताभ, Amitābha "llum incommensurable") també conegut com Amitayus (अमितायु "vida incommensurable") és un dels principals bodhisattva del budisme mahāyāna.
És el principal buda de l'escola budista Terra Pura. Segons la tradició, Amitābha va prometre de no entrar al Nirvana fins a aconseguir la il·luminació i salvació de tots els éssers. Per això va crear un paradís o país pur (anomenat en Sukhāvatī en sànscrit) on fos fàcil d'aconseguir la il·luminació. Qualsevol persona, només per la fe en Amitābha, hi podria accedir després de la mort.
Aquesta doctrina, que és exposada en els sūtra Sukhāvatī Vyūha, s'estengué i es popularitzà aviat per la Xina, on es mesclà inicialment amb el taoisme i on Amitābha (anomenat 阿弥陀佛 "Āmítuó fó" en xinès) és representat en forma d’estatueta sobre el front de Guanyin. A partir del segle XII s'estengué al Japó (anonemat 阿弥陀仏 "Amida butsu" en japonès) on ha tingut la màxima difusió fins als nostres dies, i els seus seguidors (Jōdō mon) s'han dividit en diverses sectes. El culte d’Amitābha ha pres arreu un caràcter popular, íntim i individualista.